# Frederick Low
Frederick Ferdinand Low (sinh ngày 20/6/1828, mất ngày 21/7/1894), là một chính trị gia, nghị sĩ quốc hội người Mỹ và là Thống đốc thứ 9 của California

## Tiểu sử
Sinh ra tại Frankfort (bây giờ là Winterport, Maine) năm 1828. Low học tại Học viện Hampden tại Hampden, Maine. Sau đó, ông chuyển đến California, tham gia vào ngành kinh doanh vận tải tại San Francisco vào năm 1849.Ông trở thành một chủ ngân hàng tại Marysville, California từ năm 1854 đến 1861
Low trở thành một thành viên của Hạ viện Hoa Kỳ từ ngày 3/6/1862 đến ngày 3/3/1863.
Low được bổ nhiệm làm người quản lý thuế của  cảng San Francisco năm 1863 trước khi trỡ thành Thống đốc California từ ngày 10/12/1863 đến ngày 5/12/1867. Ông là Thống đốc thứ hai của California sử dụng Stanford Mansion như một địa chỉ và văn phòng làm việc chính thức trước khi California State Capitol được xây dựng vào năm 1869, Ngoài ra, ông còn là người xây dựng công viên quốc gia Yosemite và thành lập Đại học California.
Ông trở thành Đại sứ Hoa Kỳ tại Trung Quốc từ năm 1869 đến năm 1974. Ông mất tại San Francisco vào ngày 21/7/1894. và được chôn cất tại Cypress Lawn Memorial Park tại Colma.